# Nkil Ntsam II
Nkil Ntsam II ou Nkilntsam II est un village de la région du Centre au Cameroun, localisé dans l'arrondissement (commune) de Bikok et le département de la Méfou-et-Akono.

## Population
En 1965 Nkil Ntsam II comptait 119 habitants, principalement des Etenga.
Lors du recensement de 2005, ce nombre s'élevait à 133.